# Izoterma DI
Izoterma DI, czyli izoterma Dubinina-Izotowej lub inaczej izoterma bi-DR – kombinacja liniowa 2 izoterm Dubinina-Raduszkiewicza (DR). Twórcy teorii objętościowego zapełniania mikroporów (TOZM) bardzo wcześnie dostrzegli niemożność opisania niektórych układów doświadczalnych za pomocą izotermy DR i wprowadzili to proste równanie w celu opisania adsorpcji w układach mikroporowatych o niejednorodnej strukturze porów:
{\displaystyle a(p)=\sum _{i=1}^{2}a_{m,i}\theta _{i}^{DR}(B_{2,i},p)}
gdzie:
- p - ciśnienie adsorbatu
- a - adsorpcja (ilość zaadsorbowana)
- {\displaystyle B_{2,i}} - tzw. parametr strukturalny związany z rozmiarem mikroporów typu "i"
- {\displaystyle a_{m,i}} - pojemność adsorpcyjna mikroporów typu "i"
- {\displaystyle \theta _{i}^{DR}(B_{2,i},p)} - adsorpcja względna według izotermy Dubinina-Raduszkiewicza dla mikroporów typu "i"
- {\displaystyle a_{m}=a_{m,1}+a_{m,2}} - całkowita pojemność adsorpcyjna układu mikroporów

Równanie to można uważać za prekursora całkowego równania Stoeckliego.
Powyższe równanie dobrze się sprawdza, gdy na typowym logarytmicznym wykresie równania DR, tj. 
{\displaystyle \log(a)\sim \log ^{2}(p_{o}/p)}
wyraźnie widać dwa obszary prostoliniowe oddzielone obszarem przejściowym. Jest to typowe odzwierciedlenie tzw. bimodalnego rozkładu mikroporów.